# Taras Misjtjuk
Taras Viktorovytj Misjtjuk (ukrainska: Тара́с Ві́кторович Міщу́к), född 22 juli 1995 i Dubno, Ukraina), är en ukrainsk kanotist.

## Karriär
Misjtjuk  tog OS-brons i samband med de olympiska kanottävlingarna 2016 i Rio de Janeiro.
Vid VM i Köpenhamn 2021 tog Misjtjuk guld i C-4 500 meter tillsammans med Vitalij Verheles, Andrij Rybatjok och Jurij Vandjuk.